# 20 Years of Jethro Tull (video)
20 Years of Jethro Tull (1988) je video od britské skupiny Jethro Tull, známé též jako Jethro Tull: This Is the First 20 Years. Obsahuje rozhovory s fanoušky skupiny a interview frontmana skupiny Iana Andersona, který popisuje chronologicky historii kapely, to celé je proloženo ukázkami klipů a živými vystoupeními skupiny. Mnohá z živých vystoupení jsou vybrána z turné Heavy Horses v Madison Square Garden, které se uskutečnilo v roce 1978.

## Seznam stop
- "Living in the Past"
- "To Be Sad Is a Mad Way to Be"
- "The Whistler" (music video)
- "Too Old to Rock 'N' Roll; Too Young to Die" (hudební video)
- "Teacher"
- "Thick as a Brick"
- "Songs from the Wood"
- "Aqualung"
- "Heavy Horses" (hudební video)
- "Lap of Luxury"
- "Said She Was a Dancer"
- "Budapest"
- "Steel Monkey" (hudební video)
- "Jump Start"